# Leonardo Cecchi
Leonardo Cecchi (* 26. August 1998 in Minneapolis, Minnesota, Vereinigte Staaten) ist ein italienischer Schauspieler und Sänger.

## Leben
Cecchi wurde im August 1998 in Minneapolis im US-Bundesstaat Minnesota geboren. Er wuchs mit seiner Schwester Sophia in Italien auf.
Nationale und später auch Internationale Bekanntheit erlangte Cecchi durch die Hauptrolle des Alex Leoni in der Disney-Channel-Fernsehserie Alex & Co., die zwischen März 2015 und Juni 2017 in Italien ausgestrahlt wurde. 2016 war er als Saúl in dem argentinischen Spielfilm Tini: Violettas Zukunft, die Fortsetzung der Telenovela Violetta, zu sehen. Im Biopic Lamborghini: The Man Behind the Legend von 2022 spielte er den Konstrukteur Gian Paolo Dallara.

## Filmografie
- 2015–2017: Alex & Co. (Fernsehserie, 55 Folgen)
- 2016: Tini: Violettas Zukunft (Tini: El gran cambio de Violetta)
- 2021: American Horror Stories (Fernsehserie, Folge 1x03)
- 2022: Lamborghini: The Man Behind the Legend